# Stephanopodium magnifolium
Espèce
Statut de conservation UICN

 VU D2 : Vulnérable
Stephanopodium magnifolium est une espèce de plantes à fleurs de la famille des Dichapetalaceae.

## Publication originale
- Kew Bulletin 49(1): 136. 1993[1994]. (17 Mar 1994)